# Planum Australe

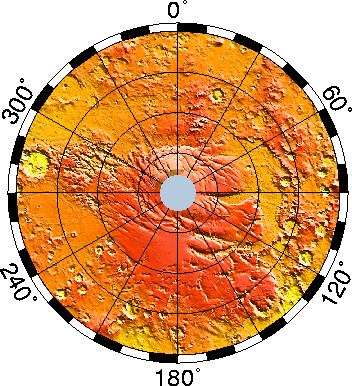
Mapa Marsu jižně od sedmdesátého stupně

Planum Australe (Jižní planina) je oblast obklopující jižní pól planety Mars. Její hranici tvoří zhruba sedmdesátý stupeň jižní šířky, je asi 1600 km dlouhá a 1200 km široká. Planina je tvořena převážně permafrostem, její část pokrývá jižní polární čepička, tvořená zmrzlou vodou a oxidem uhličitým a silná okolo 3 km. Rozsah zalednění se v průběhu marťanského roku (dlouhého 684 pozemských dní) výrazně mění.
Polární čepička není symetrická, ale je zřetelně posunuta k severozápadu. To je způsobeno silným vzdušným prouděním v důsledku Coriolisovy síly, které tuto oblast ochlazuje. Výsledkem jsou zřetelné spirálovité struktury tvořené ledovými jazyky. Větrné erozi se také přičítá vznik hlubokých kaňonů Promethei Chasma, Ultimum Chasma a Chasma Australe v této oblasti. Časté jsou rozsáhlé prachové bouře.
Na pozadí polární čepičky byly pozorovány útvary podobné pavoukům. Jejich vznik se vysvětluje sezónním táním oxidu uhličitého, který se rozpíná a když prorazí povrch ledu, vytváří mohutný gejzír bahna.
Během pozorování probíhajících od roku 2001 byl zaznamenán postupný úbytek ledového příkrovu, což vedlo ke spekulacím o oteplování planety.
Největším kráterem na Planum Australe je McMurdo o průměru přes 30 km.
V roce 1999 byla vyslána na průzkum Planum Australe sonda Mars Polar Lander, s níž se však po jejím proniknutí do atmosféry Marsu nepodařilo navázat kontakt.